# Švédská fotbalová reprezentace do 21 let
Švédská fotbalová reprezentace do 21 let (švédsky Sveriges U21-herrlandslag i fotboll) je švédská mládežnická fotbalová reprezentace složená z hráčů do 21 let, která spadá pod Švédskou fotbalovou asociaci. Reprezentuje Švédsko v kvalifikačních cyklech na Mistrovství Evropy hráčů do 21 let a v případě postupu i na těchto šampionátech. 

Fotbalisté musí být mladší 21. roku na začátku kvalifikace, to znamená, že na evropském šampionátu poté mohou startovat i poněkud starší.
Švédská jedenadvacítka se ve své historii jednou stala šampionem, v roce 2015 porazila ve finále Portugalsko 4:3 v penaltovém rozstřelu (po prodloužení byl stav 0:0).
Další účast ve finále Mistrovství Evropy hráčů do 21 let:
- v roce 1992 podlehla ve finále Itálii ve dvojutkání celkovým poměrem 1:2 (prohra 0:2 a výhra 1:0)[3]